# Toxicodendron blodgettii
Toxicodendron blodgettii là một loài thực vật có hoa trong họ Đào lộn hột. Loài này được (Kearney) Greene miêu tả khoa học đầu tiên năm 1905.